# 타치바나 리카

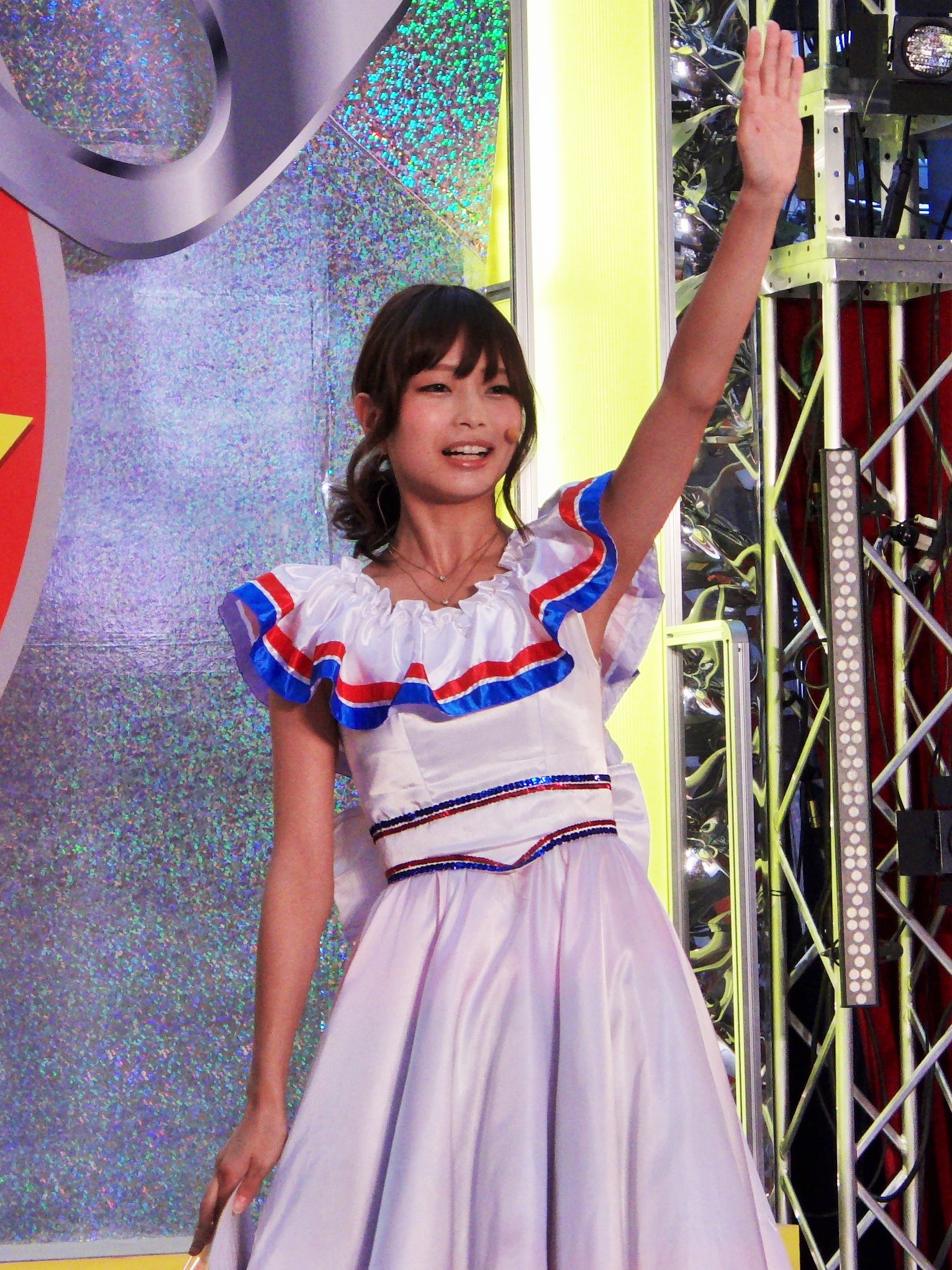
타치바나 리카

타치바나 리카(일본어: 立花 理香 たちばな りか[*], 1987년 2월 27일 ~ )는 일본의 여성 성우. 히로시마현 출신. PUGNUS 소속.
결혼 사실을 2019년 12월 28일에 발표했다. 상대는 오릭스 버팔로즈의 주전 포수 와카츠키 켄야(24). 기사 여담으로 남편은 아내의 직업에 크게 관심이 없는지 아니면 신혼인데도 원하지 않게 별거 중이라서 그런 지 몰라도 실황 파워풀 프로야구의 최신작 인터뷰에서도 매니저역으로 아내인 타치바나가 출연하는 걸 몰랐다는 인터뷰를 했다.
2022년 7월 24일에 남편 와카츠키가 팀 승리를 기여한 3인 중 하나로 선정되어 가진 인터뷰에서 얼마 전에 딸이 태어났음을 밝혔고 이후 타치바나 리카의 공식 블로그를 통해서 딸이 태어났음을 공개하였다.

## 주요 출연작
- 사인 - 메리
- 아이돌 마스터 신데렐라 걸즈 - 코바야카와 사에
- 테이스티 사가 - 돌솥비빔밥
- METAL MAX Xeno - 포M
- 프린세스 커넥트! Re:Dive - 캬루